# بیل پاپاریان
بیل پاپاریان (انگلیسی: Bill Paparian؛ زادهٔ ۱۹۴۹) یک سیاست‌مدار و نظامی ارمنی‌تبار اهل ایالات متحده آمریکا که از 1995 تا اکتبر 1997 سمت شهرداری پاسادینا در ایالت کالیفرنیا را برعهده داشت.